# Oleg Ladik
Oleg Ladik (ukr. Олег Ладік; ur. 18 września 1971) – radziecki i od 1993 roku kanadyjski zapaśnik ukraińskiego pochodzenia. Walczył w stylu wolnym w kategoriach 100–130 kg. Olimpijczyk z Atlanty 1996, gdzie zajął ósme miejsce w kategorii 100 kg.
Trzykrotny uczestnik mistrzostw świata, ósmy w 1997. Pierwszy w Pucharze Świata w 1993. Złoty medal w igrzyskach frankofońskich w 1994. Mistrz Europy juniorów z 1989, mistrz świata juniorów z 1988 roku.